# هوکستر
هوکستر شهری در ایالت نیدرزاکسن آلمان است. این شهر در جنوب این ایالت واقع است. رود وزر از این شهر عبور می‌کند.